# Zak Irvin
Zakarie Tyler Irvin, detto Zak (Fishers, 5 settembre 1994), è un cestista statunitense.

## Carriera
Il 24 luglio 2017 viene messo sottocontratto dalla VL Pesaro, tuttavia il 19 settembre decide di lasciare la città per motivi incomprensibili, interrompendo il rapporto con la società.